# Himalayacetus
Himalayacetus — вимерлий рід хижих водних ссавців родини Ambulocetidae. Голотип був знайдений в штаті Хімачал-Прадеш, Індія у залишках стародавнього океану Тетіс під час раннього еоцену. Це робить Гімалаяцетус найстарішим відомим археоцетом, розширюючи літопис скам'янілостей китів приблизно на 3.5 мільйона років.
Гімалаяцетус жив на стародавньому узбережжі стародавнього океану Тетіс до зіткнення Індійської плити з узбережжям континенту Кімерій. Так само, як і Gandakasia, Himalayacetus відомий лише з одного фрагмента щелепи, що ускладнює порівняння з іншими Ambulocetidae.

## Опис
Після його відкриття Гімалаяцетус був описаний як пакицетид, тому що зубний щиток має невеликий нижньощелепний канал і зубний ряд, подібний до Pakicetus. Thewissen, Williams & Hussain 2001 віднесли Himalaycetus до амбулоцетид.

## Етимологія
Himalayacetus був названий Bajpai & Gingerich 1998. Його тип — Himalayacetus subathuensis — на честь Гімалаїв, cetus — «кит», а subathuensis — на честь формації Subathu, типова місцевість.

## Таксономія
Уген (2010) вважав його монофілетичним. Він був віднесений до Pakicetidae Bajpai and Gingerich (1998) і McLeod and Barnes (2008); і Ambulocetidae за Thewissen et al. (2001) та Uhen (2010).